# Châtillon-en-Diois (Weinbaugebiet)
Châtillon-en-Diois ist ein Weinbaugebiet im mittleren Abschnitt der großen Weinbauregion Rhône. Die Weinberge liegen in 13 Gemeinden östlich von Die in unmittelbarer Nähe der namensgebenden Stadt Châtillon-en-Diois am Nebenfluss Bez auf der orographisch rechten Seite der Drôme. Einige Weinberge reichen bis an das Bergmassiv des Vercors heran. Das Weinbaugebiet ist damit die am höchsten gelegene Appellation Frankreich, da die Rebflächen auf ca. 570 m Höhe über Normalnull liegen. Seit dem 3. März 1975 verfügt das Weinbaugebiet über den Status einer Appellation d’Origine Contrôlée (auch kurz AOC genannt). Das Anbaugebiet ist zum Teil deckungsgleich mit den Appellationen Clairette de Die, Coteaux de Die und Crémant de Die.
Im Jahr 1999 wurden auf 65 Hektar Rebfläche 3361 Hektoliter Rotwein bzw. Roséwein und 1248 Hektoliter Weißwein erzeugt.
Für den Rotwein sind die Rebsorten Gamay (Anteil mindestens 75 %), Syrah und Pinot Noir zugelassen. Der Wein sollte in seiner Jugend bei einer Trinktemperatur von 15–16 °C genossen werden. Die Roséweine werden aus den gleichen Rebsorten gekeltert. Hier liegt die Trinktemperatur bei ca. 8–10 °C.
Beim Weißwein sind die Rebsorten Aligoté und Chardonnay zugelassen. Diese Weine können 4–6 Jahre gelagert werden. Ihre optimale Trinktemperatur liegt bei 8–10 °C.
Der Basisertrag, also die Erntebeschränkung, liegt bei mäßigen 50 Hektoliter/Hektar; ein Betrag, der jahrgangsabhängig noch bis auf max. 60 Hektoliter/Hektar nach oben korrigiert werden kann.
Der Mindestzuckergehalt des Mosts muss mindestens 161 g/l betragen. Falls in schlechten Jahren dieser Wert nicht erreicht wird, kann einer Chaptalisation zugestimmt werden.

## Zugelassene Gemeinden
Aix-en-Diois, Barnave, Châtillon-en-Diois, Jansac, Laval-d’Aix, Luc-en-Diois, Menglon, Molières-Glandaz, Montlaur-en-Diois, Montmaur-en-Diois, Poyols, Recoubeau-Jansac und Saint-Roman.